# Léo Major
Léo Major (New Bedford, 23 gennaio 1921 – Montréal, 12 ottobre 2008) è stato un militare canadese.
È l'unico canadese ad essere stato decorato con la Distinguished Conduct Medal in due diverse guerre.

## Biografia
Di origine franco-canadese è nato negli Stati Uniti in quanto il padre si era trasferito in Massachusetts per ragioni lavorative, è cresciuto a Montréal durante il periodo della grande depressione.

### Seconda guerra mondiale
Si arruolò nel 1940 nella Canadian Army e venne inviato in Europa l'anno successivo, in forza alle truppe canadesi impegnate nello sbarco in Normandia il 6 giugno 1944. Durante i combattimenti con le truppe tedesche venne ferito da una granata al fosforo che ne causò la perdita parziale della vista dall'occhio sinistro; nonostante ciò, rimase sul campo di battaglia indossando una toppa sull'occhio ferito. In autunno partecipò alla battaglia della Schelda, catturando novantatre militari tedeschi il 28 febbraio successivo il suo veicolo militare azionò una mina anticarro che lo scaraventò a terra causandogli la rottura di tre vertebre oltre a ferite alle caviglie e alle costole, ma ancora una volta rifiutò di venire rimpatriato. In aprile liberò da solo la città olandese di Zwolle, convincendo gli occupanti tedeschi che fosse un'operazione su larga scala: grazie a questa operazione gli venne assegnata la prima Distinguished Conduct Medal.

### Guerra di Corea
Dopo essere rientrato in Canada ed essersi fatto curare le ferite causate dal conflitto mondiale ci fu un progressivo aumento di tensione tra le due Coree che nel 1950 sfociò nella Guerra di Corea, ancora una volta Major si arruolò e venne inviato sul campo, in questa occasione con le Nazioni Unite. Nel novembre 1951 gli venne assegnato un plotone di venti uomini con cui riconquistò la Hill 355 che era in mano alle forze cinesi, nei giorni successivi le allontanò anche dalla Hill 227 ma subirono il contrattacco dei cinesi: Major e i suoi uomini difesero le zone per tre giorni prima che venne accordato un cessate il fuoco. A seguito del coraggio mostrato al comando del suo plotone gli venne assegnata la seconda Distinguished Conduct Medal.

## Riconoscimenti
È stato nominato cittadino onorario di Zwolle nel 2005 e una strada è stata nominata Leo Majorlaan in suo onore, nel 2019 è stato pubblicato un film-documentario intitolato Léo Major: Le fantôme borgne mentre l'anno successivo le poste canadesi hanno pubblicato un francobollo con la sua immagine per il 75º anniversario della Giornata della vittoria.